# Tintin v Sovjetski zvezi
Tintin v Sovjetski zvezi (Tintin au pays des Soviets) je prvi strip komične zbirke Tintin in njegove pustolovščine belgijskega striparja Hergéa. Napisan je bil leta 1929.

### Vsebina
Mladi časnikar Tintin se s svojim psičkom Švrkom odpravi v Sovjetsko zvezo, kjer naj bi poročal o razmerah v državi, a boljševiki si na vsak način prizadevajo odstraniti Tintina, da ta ne bi mogel poročati tujim medijem. Tintin na koncu v Sibiriji odkrije skrivališče, kjer so skrite zaloge žita, vodke, kaviarja... medtem, ko ljudje stradajo od lakote.